# ExpressJet Airlines
ExpressJet Airlines, Inc., діюча як ExpressJet Airlines (NYSE: XJT) — колишня регіональна авіакомпанія Сполучених Штатів Америки зі штаб-квартирою в Х'юстоні (Техас), США
.
Авіакомпанія та її бренд, aha! 23 серпня 2022 року оголосили про банкрутство та припинили усі операції.
.
ExpressJet Airlines працюєвала в партнерській угоді з магістральною авіакомпанією Continental Airlines, виконуючи рейси під торговою маркою (бренд) регіональних перевезень Continental Express. В ролі головних вузлових аеропортів авіакомпанія використовує Міжнародний аеропорт Клівленда Хопкінс (Огайо), Міжнародний аеропорт Ньюарк Ліберті (Нью-Джерсі) і Аеропорт Х'юстон Інтерконтинентал (Техас). Навчальний центр ExpressJet Airlines знаходиться в аеропорту Х'юстона.
Раніше авіакомпанія використовувала Міжнародний аеропорт Онтаріо (Каліфорнія) як власного регіонального хаба, однак припинила його експлуатацію 2 вересня 2008 року.
У квітні 2008 року авіаційний холдинг SkyWest, Inc. вийшов з пропозицією про придбання авіакомпанії ExpressJet Airlines, маючи намір викупити пакет акцій перевізника за ціною 3,5 долара США за штуку. Керівництво керуючого холдингу ExpressJet Holdings Inc. відхилило цю пропозицію, мотивувавши свою відмову одноголосним рішенням спеціально створеної комісії холдингу за оцінкою його фінансового стану. SkyWest, Inc. відкликав свою пропозицію і на початку червня 2008 року ExpressJet Airlines і Continental Airlines підписали новий код-шерінгову угоду про партнерство на семирічний термін.
Станом на початок 2009 року ExpressJet Airlines перебувала на 14-му місці серед всіх авіакомпаній світу за кількістю літаків, кількість яких становила 244 одиниці.

## Історія
Авіакомпанія ExpressJet Airlines була заснована в 1986 році і почала комерційні перевезення в наступному році. Практично відразу ж після початку операційної діяльності авіакомпанія була придбана Continental Airlines разом з чотирма іншими регіональними перевізниками: Provincetown-Boston Airlines з Хаянніса (Массачусетс), Bar Harbor Airlines з Бангора (Мен), Malcolm Airways з Тэре-Хоута (Індіана) і Rocky Mountain Airways з Денвера. Сертифікат експлуатанта Malcolm Airways перейшов до об'єднаної авіакомпанії Continental Express/ExpressJet, під даним сертифікатом компанія ExpressJet Airlines працює аж до теперішнього часу.
У квітні 2002 року ExpressJet Airlines знову стає незалежною авіакомпанією під управлінням створеного авіаційного холдингу ExpressJet Holdings, Inc..
Станом на кінець 2008 року в авіакомпанії працює понад 8000 чоловік. Крім ExpressJet Airlines холдинг володіє компаніями American Composites LLC, Saltillo Jet Center і InTech Aerospace Services, які разом з іншими, більше дрібними осередками, що становлять дочірнє підрозділ холдингу ExpressJet Services, що займається технічним обслуговуванням, ремонтом та капітальним ремонтом різних типів літаків на всій території Сполучених Штатів.

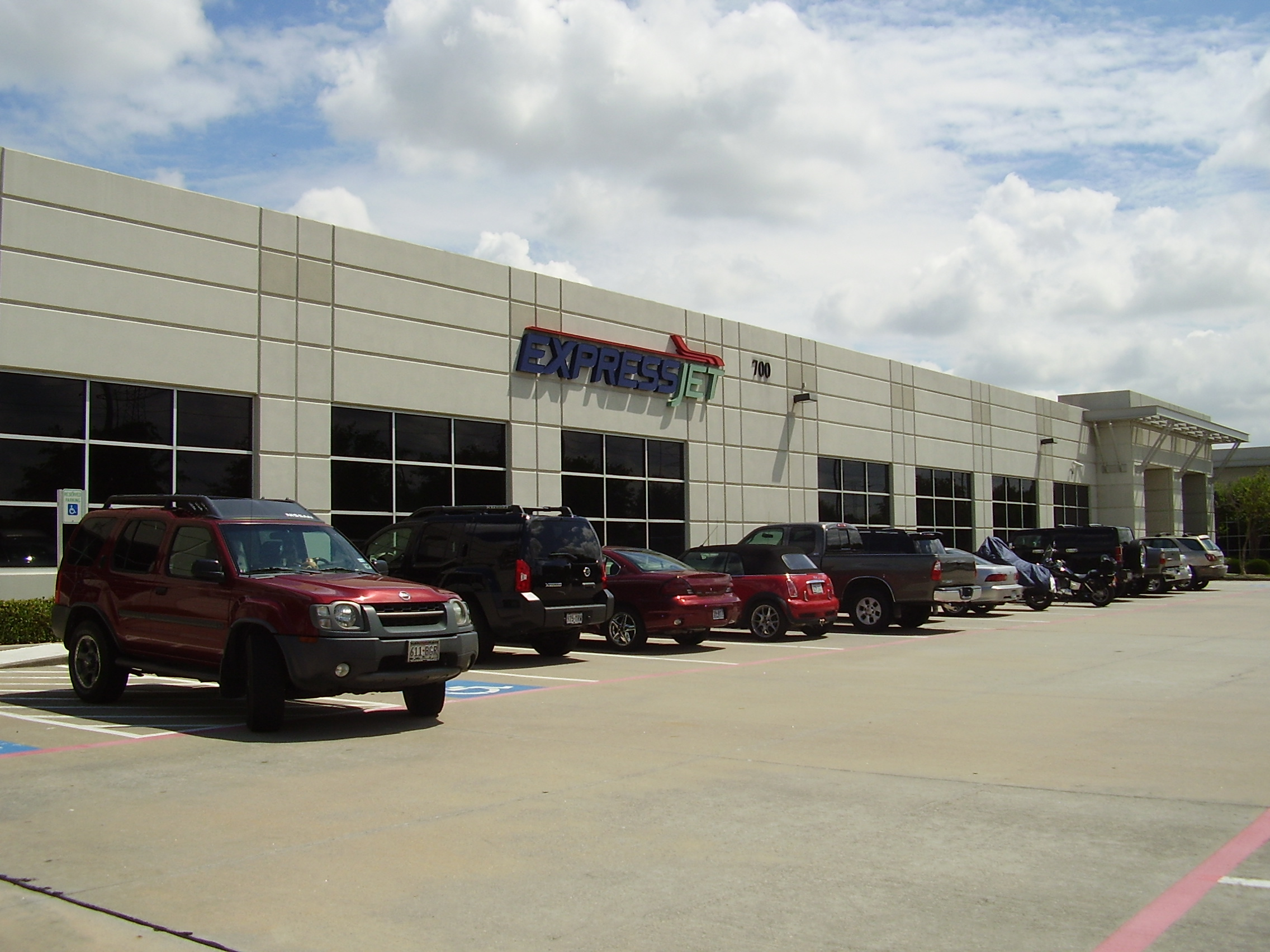
Штаб-квартира авіакомпанії ExpressJet Airlines в Х'юстоні

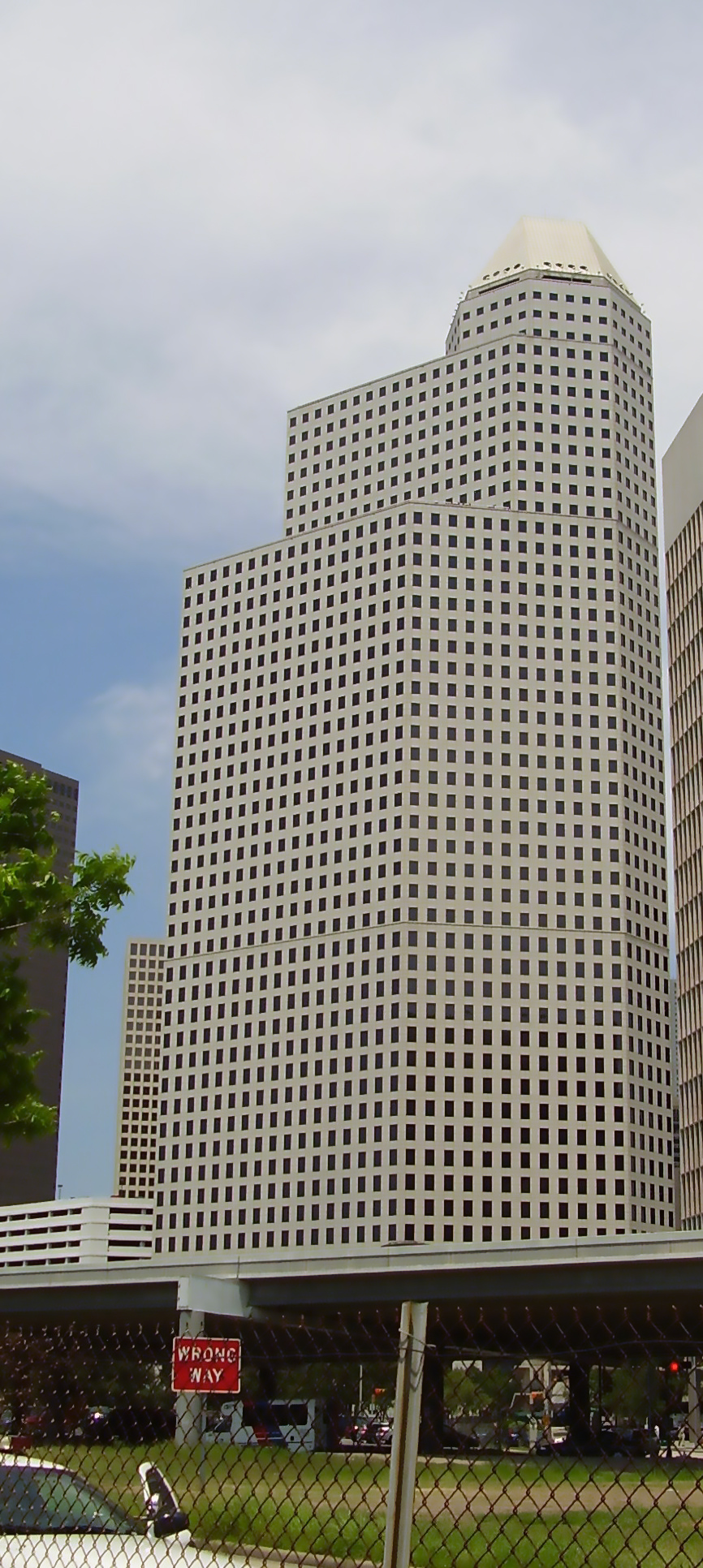
Будівля «Continental Center I» штаб-квартири авіакомпанії Continental Airlines в Х'юстоні. Раніше в ньому розміщувалася і штаб-квартира ExpressJet Airlines

У грудні 2005 року керівництвом Continental Airlines було прийнято рішення про скорочення на 69 одиниць кількості експлуатованих під брендом Continental Express літаків. За умовами код-шерінгової угоди ExpressJet Airlines могла або повернути дані лайнери Continental Airlines, або орендувати їх у Континентал за більш високими тарифами і розпоряджатися ними до закінчення строку оренда самостійно. ExpressJet Airlines вибрала другий варіант і з 31 грудня 2006 року приступила до виконання чартерних рейсів за угодою з компанією Corporate Aviation Division, а 5 лютого 2007 року авіакомпанія анонсувала відкриття регулярних маршрутів по 24 містах Західного узбережжя, північного Сходу і Середнього Заходу Сполучених Штатів.
З 2 квітня 2007 року ExpressJet Airlines приступила до виконання регулярних рейсів під власною торговою маркою по всій території країни, використовуючи для цього 42 літака з повітряного флоту авіакомпанії. За словами генерального директора Джеймса Ріма Міжнародний аеропорт Онтаріо (альтернативний Міжнародному аеропорту Лос-Анджелеса) повинен був стати «найбільшим центром авіаперевезень» компанії.
7 березня 2007 року бюджетний авіаперевізник JetBlue Airways оголосив про укладення угоди, за якою чотири літаки Embraer 145 ExpressJet Airlines будуть працювати на регулярних маршрутах JetBlue на період, поки її штатні літаки Embraer 190 перебувають на профілактичному обслуговуванні.
У червні 2007 року ExpressJet Airlines почала виконання регулярних рейсів з Міжнародного аеропорту Лос-Анджелес під брендом Delta Connection магістральної авіакомпанії Delta Air Lines. За первісним угоди в маршрутній мережі працювало 10 літаків Embraer 145XR , в липні 2007 року їх кількість було збільшено до 18 лайнерів. У липні 2008 року код-шерінговий договір між ExpressJet Airlines і Delta Air Lines був розірваний і рейси під брендом Delta Connection були припинені з 1 вересня 2008 року.

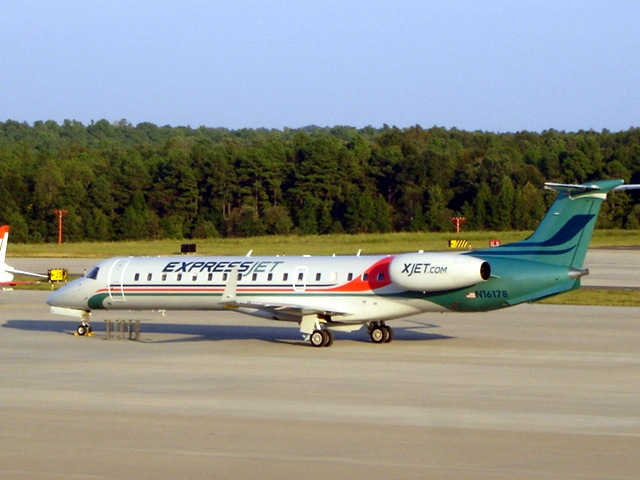
ExpressJet Embraer ERJ 145XR в Міжнародному аеропорту Ролі/Дарем

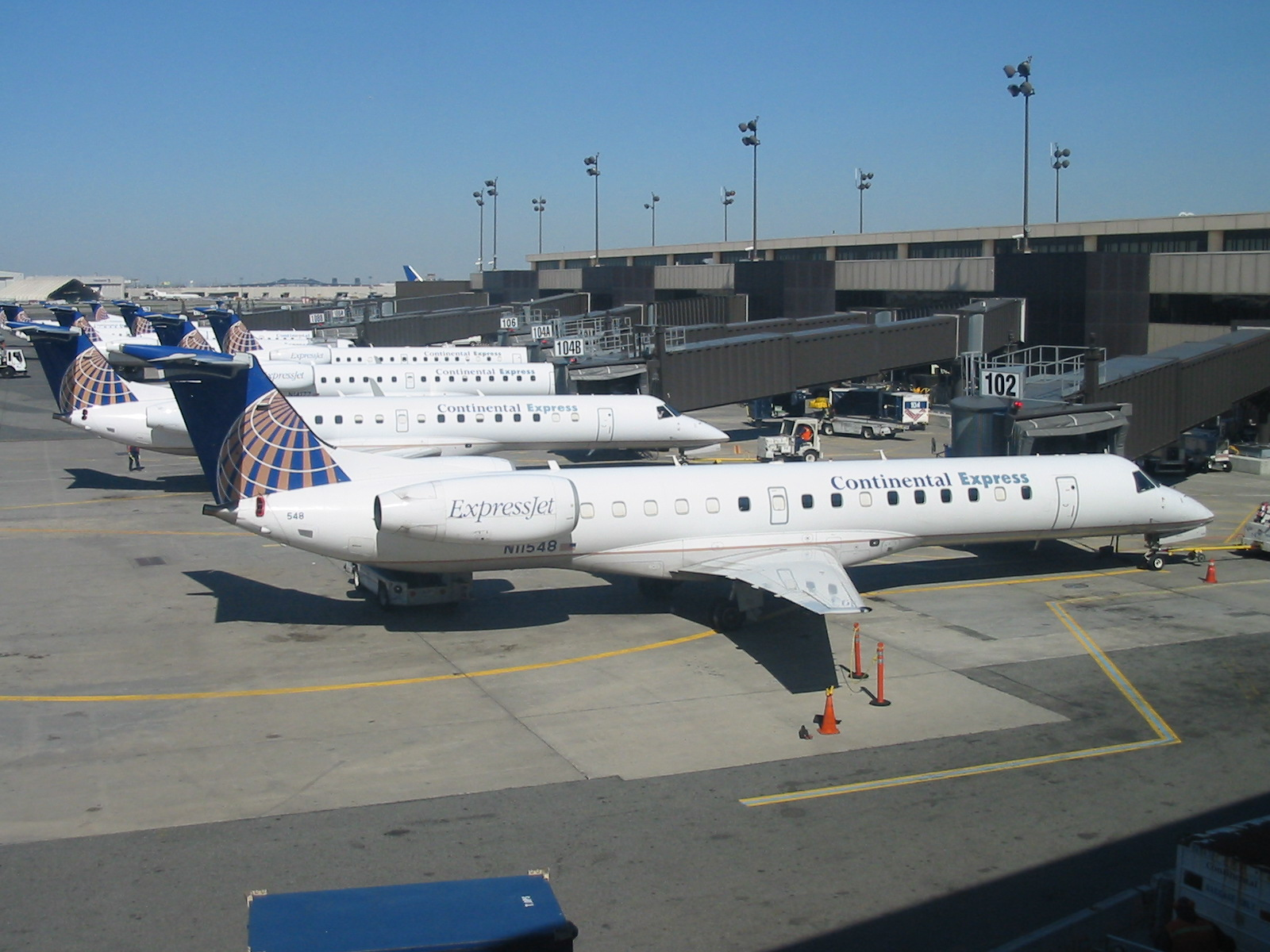
Embraer ERJ 145 найбільшого експлуатанта ERJ, авіакомпанії ExpressJet Airlines в лівреї Continental Express

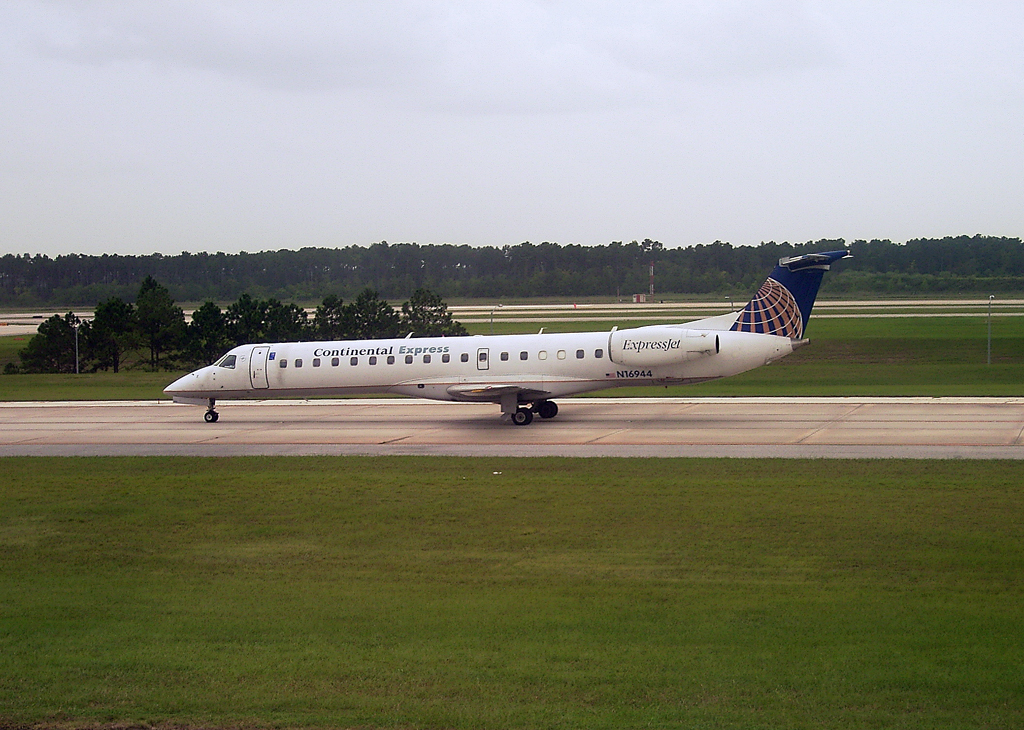
Embraer ERJ 145 ExpressJet Airlines в лівреї бренду Continental Express

У вересні 2007 року ExpressJet Airlines погодилася забезпечувати польоти в маршрутній мережі авіакомпанії Frontier Airlines з Міжнародного аеропорту Денвера на період оформлення операційного сертифіката дочірньої авіакомпанії Lynx Aviation, що експлуатує флот з турбогвинтових літаків. ExpressJet Airlines виконувала рейси на 50-місних літаках ERJ 145 по п'яти містах з хаба Frontier Airlines в Міжнародному аеропорту Денвера, поки в грудні 2007 року Lynx Aviation не отримала власний сертифікат експлуатанта.
8 липня 2008 року, через кілька днів після оголошення про розірвання партнерської угоди з авіакомпанією Delta Air Lines, ExpressJet Airlines заявила про припинення з 2 вересня 2008 року всіх польотів під власною торговою маркою в зв'язку з високими цінами на авіаційне паливо.

## Маршрутна мережа
Під власним брендом авіакомпанія ExpressJet Airlines виконувала регулярні рейси по 20 аеропортів Сполучених Штатів Америки, 2 вересня 2008 року незалежні перевезення під власною торговою маркою були припинені.

## Флот
Станом на березень 2008 року авіакомпанія ExpressJet Airlines експлуатувала повітряний флот з 244 літаків:
У березні 2009 року флот ExpressJet Airlines працював у такому розподілі:
- 30 літаків — на чартерних рейсах в угоді з компанією Corporate Aviation Division;
- 214 літаків — під брендом Continental Express магістральної авіакомпанії Continental Airlines.